# Гарматій Василь Іванович
Васи́ль Іва́нович Гарматій (1810 (1813), село Лучка, нині Тернопільський район — 1900 (21 січня 1901) — український громадський діяч ХІХ ст. у Галичині. Батько Луки Гарматія.

## Життєпис
Народився в 1810 (за іншими даними 1813) році в селі Лучка (Королівство Галичини та Володимирії, Австрійська імперія, нині Тернопільський район, Тернопільська область, Україна) в селянській сім'ї.
Посол (депутат) до австрійського парламенту 1848 року у Відні від округу Теребовля — Микулинці. Разом з іншими послами-селянами виступав за звільнення від панщини без викупу, поділ Галичини на східну та західну (відповідно українську та польську) частини, визнання української мови державною. Після розпуску парламенту організовував громадське життя в Лучці. В 1880-х рр. ініціатор відкриття читальні «Просвіти». У 1890 р. один з зачинателів радикального руху і член Головної Управи Української Радикальної Партії.
Іван Франко писав про нього у часописі «Житє і слово».

## Сім'я
Дружина — Ганна Дичковська. Був батьком доньки і 3-х синів: Луки, Григорія та Михайла, вбитого 1939 року більшовиками. Сини також були діячами Української Радикальної Партії.